# Sthenias pascoei
Sthenias pascoei es una especie de escarabajo longicornio del género Sthenias, tribu Pteropliini, subfamilia Lamiinae. Fue descrita científicamente por Ritsema en 1888.
El período de vuelo ocurre durante todos los meses del año.

## Descripción
Mide 13-21 milímetros de longitud.

## Distribución
Se distribuye por China, Indonesia, Laos, Malasia y Tailandia.